# Heike Merker
Heike Merker (* 1967 in Berlin) ist eine deutsche Maskenbildnerin.

Heike Merkers Stern auf dem Filmmuseum Boulevard der Stars am Potsdamer Platz, signiert

## Leben
Merker lernte ihr Handwerk an der Maskenbildnerschule von Hasso von Hugo in Berlin. Nach ersten Erfahrungen bei kleineren Filmproduktionen und Fernsehserien hatte sie 1999 mit Sonnenallee von Regisseur Leander Haußmann ihr erstes größeres Filmprojekt. Weitere erfolgreiche deutsche Produktionen, an denen Merker in der Folgezeit mitwirkte, waren u. a. Good Bye, Lenin!, Herr Lehmann, Barfuss und Elementarteilchen.
Mit Valley of Flowers folgte 2006 auch die erste internationale Koproduktion, der mit beispielsweise Sturm (2009), John Rabe (2009), Roland Emmerichs Anonymous oder Cloud Atlas von Tom Tykwer weitere erfolgreiche Filme folgten. Auch in Deutschland war sie mit Krabat, Goethe! und Der Medicus parallel an vielen erfolgreichen Filmen beteiligt.
Für ihre Arbeiten in Goethe! und Anonymous wurde sie jeweils mit dem Deutschen Filmpreis ausgezeichnet. Den renommierten amerikanischen Saturn Award gewann sie 2013 für ihre Leistungen im Film Cloud Atlas.
Im Jahr 2022 wurde sie in die Academy of Motion Picture Arts and Sciences (AMPAS) berufen, die alljährlich die Oscars vergibt. Ein Jahr später wurde sie für ihre Arbeit an dem Kriegsdrama Im Westen nichts Neues (2022) selbst für einen Oscar nominiert und gewann erneut den Deutschen Filmpreis.

## Filmografie (Auswahl)
- 1996: Unbeständig und kühl
- 1999: Sonnenallee
- 2001: Mondscheintarif
- 2002: Rosa Roth: Die Abrechnung
- 2003: Good Bye, Lenin!
- 2003: Die Musterknaben 3 – 1000 und eine Nacht
- 2003: Herr Lehmann
- 2004: Schatten der Zeit
- 2005: Barfuss
- 2006: Elementarteilchen
- 2006: Reine Formsache
- 2006: Valley of Flowers
- 2007: Das wilde Leben
- 2008: Krabat
- 2009: Sturm
- 2009: John Rabe
- 2009: Das Vaterspiel
- 2009: Lila, Lila
- 2010: Boxhagener Platz
- 2010: Goethe!
- 2011: Anonymous (Anonymus)
- 2012: Zettl
- 2012: Cloud Atlas
- 2013: Der Medicus
- 2014: Grand Budapest Hotel (The Grand Budapest Hotel)
- 2015: Point Break
- 2016: A Hologramm for the King
- 2017: Eleanor & Colette (55 Steps)
- 2017: Der Mann aus dem Eis
- 2018: Crazy Rich
- 2018: Verschwörung (The Girl in the Spider's Web)
- 2020: The Postcard Killings
- 2021: Tom Clancy’s Gnadenlos (Tom Clancy's Without Remorse)
- 2021: Gunpowder Milkshake
- 2021: Matrix Resurrections (The Matrix Resurrections)
- 2022: Im Westen nichts Neues

## Auszeichnungen und Nominierungen
- Deutscher Filmpreis:
  - 2011: Gewinnerin in der Kategorie Bestes Maskenbild für Goethe!
  - 2012: Gewinnerin in der Kategorie Bestes Maskenbild für Anonymous
  - 2014: Nominierung in der Kategorie Bestes Maskenbild für Der Medicus
  - 2018: Nominierung in der Kategorie Bestes Maskenbild für Der Mann aus dem Eis (Iceman)
  - 2019: Nominierung in der Kategorie Bestes Maskenbild für Eleanor & Colette (55 Steps)
  - 2023: Gewinnerin in der Kategorie Bestes Maskenbild für Im Westen nichts Neues

- Saturn Award
  - 2013: Gewinnerin in der Kategorie Best Make-Up für Cloud Atlas

- Österreichischer Filmpreis
  - 2011: Nominierung in der Kategorie Beste Maske für Das Vaterspiel

- Oscar
  - 2023: Nominierung in der Kategorie Beste Maske und Frisuren für Im Westen nichts Neues

Weitere Auszeichnungen
- 2014: Stern auf dem Boulevard der Stars in Berlin